# Sprachimperialismus
Der Begriff Sprachimperialismus bezeichnet ein systematisches Bestreben, die Dominanz einer Sprache mit politischen, wirtschaftlichen und kulturellen Mitteln durchzusetzen und dadurch wiederum eigene politische, wirtschaftliche und kulturelle Interessen zu fördern. In der Folge können so schwächere Kulturen und Minderheiten benachteiligt werden. Somit besteht ein Zusammenhang mit dem gebräuchlicheren Begriff Kulturimperialismus.
Der in kulturpolitischen und sprachwissenschaftlichen Diskussion (u. a. durch Robert Phillipson) verwendete Begriff gilt als umstritten. Kritiker sehen ihn als politisch motiviertes Schlagwort an (vgl.: Antiimperialismus).
Für den historischen Imperialismus des 19. Jahrhunderts kann man mit einer gewissen Berechtigung tatsächlich von Sprachimperialismus sprechen. Die Sprache der Kolonialmacht war Amtssprache, die staatliche Schulbildung verlief in dieser Sprache, so dass das Erlernen dieser Sprache Bedingung für ökonomischen Erfolg oder gar Überleben war. Auch gab und gibt es verschiedentlich Repressionen gegen „autochthone“ Sprachen. Inwiefern diese Vorgänge mit dem Modell des „Imperialismus“ zureichend zu erklären sind, ist aber strittig.